# Ustrój polityczny Węgier
Węgry są republiką parlamentarną, w której panuje pluralizm polityczny. Parlament jest unikameralny, posiada władzę legislacyjną, prezydent republiki ma bardzo skromne uprawnienia, ale wraz z rządem stanowi egzekutywę. Władzę sądowniczą stanowią niezawisłe sądy, a nad zgodnością ustaw z konstytucją czuwa Trybunał Konstytucyjny.
Dotychczas obowiązywała konstytucja z 18 sierpnia 1949 roku (weszła w życie 20 sierpnia 1949 roku), wzbogacona o poprawki z 19 kwietnia 1972 roku i 18 października 1989 roku, wprowadzające demokratyczne rozwiązania systemowe. Nowa konstytucja została przyjęta przez Zgromadzenie Narodowe 18 kwietnia 2011 roku. Weszła w życie z początkiem roku 2012.

## Zgromadzenie Krajowe
Zgromadzenie Krajowe (węg. Országgyűlés) jest jednoizbowym węgierskim parlamentem. Jest "najwyższym organem władzy państwowej i przedstawicielstwa ludu". Wybierane jest w wyborach powszechnych na kadencję trwającą 4 lata. Od czasu wprowadzenia nowej konstytucji Węgier z roku 2011 składa się ze 199 członków. Pierwsza kadencja zredukowanego parlamentu upływa od czasu wyborów z roku 2014.

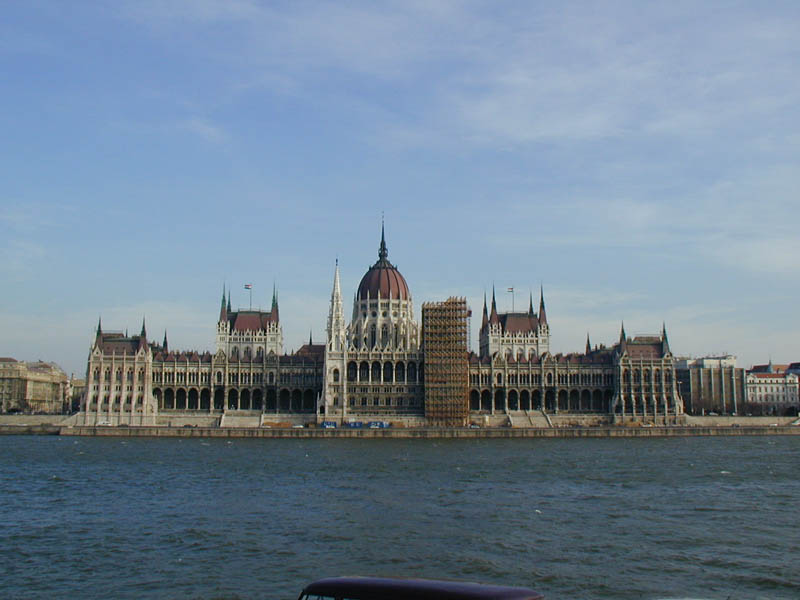
Budynek parlamentu węgierskiego

Parlament może zostać rozwiązany przez prezydenta, jeśli podczas tej samej kadencji uchwali on co najmniej 4 razy wotum nieufności wobec rządu lub też w wyniku ustania pełnomocnictw rządu, w ciągu 40 dni nie dokona wyboru na premiera osoby proponowanej przez prezydenta. Dodatkowo prezydent ma prawo rozwiązać parlament i ogłosić nowe wybory, o ile rząd nie zatwierdzi budżetu do kwietnia każdego roku.
Parlament może także dokonać samorozwiązania poprzez wydanie specjalnej uchwały. Zgromadzenie Narodowe nie może być rozwiązane lub samo się rozwiązać podczas stanu wyjątkowego bądź wojennego.
Zgromadzenie Narodowe obraduje w systemie sesyjnym – dwie sesje zwyczajne co roku. Sesja nadzwyczajna może zostać zwołana na wniosek prezydenta, rządu lub minimum 1/5 ogólnej liczby deputowanych. Uchwały zapadają większością głosów więcej niż połowy obecnych deputowanych (większość zwykła). Do zmiany konstytucji oraz podjęcia decyzji w niej określonych (np. użycia sił zbrojnych), wymagana jest większość 2/3 głosów deputowanych (większość kwalifikowana).
Pracami izby kieruje marszałek, zastępowany przez trzech wicemarszałków.
Wśród deputowanych obowiązuje zakaz łączenia stanowisk (tzw. incompatibilitas). Deputowanym nie może być np. prezydent czy członek Trybunału Konstytucyjnego.
Inicjatywę ustawodawczą posiadają:
- prezydent,
- rząd,
- wszystkie komisje Zgromadzenia Krajowego,
- każdy deputowany.

Zgromadzenie Krajowe wybiera także trzech ombudsmanów:
- do spraw mniejszości narodowych,
- do spraw ochrony praw obywatelskich,
- do spraw ochrony danych osobowych.

### System wyborczy
System wyborczy do parlamentu na Węgrzech jest mieszany. Wraz ze zmianą konstytucji w roku 2011 została zlikwidowana druga tura wyborów. W trakcie wyborów:
- 106 deputowanych wybieranych jest w jednomandatowych okręgach wyborczych;
- 93 deputowanych wybieranych jest z krajowych list partyjnych.

Każdy głosujący oddaje zatem dwa głosy, jeden na indywidualnego kandydata, a drugi na listę partyjną. Zarówno prawo wyborcze czynne (możliwość głosowania), jak i bierne (prawo kandydowania) przysługuje osobom, które ukończyły przynajmniej 18 lat.

### Partie polityczne
Główne partie polityczne na Węgrzech:
- Fidesz – Węgierska Partia Obywatelska (Fidesz – Magyar Polgári Párt, centroprawicowa)
- Węgierska Chrześcijańsko-Demokratyczna Partia Ludowa (Magyar Kereszténydemokrata Néppárt, KDNP, prawicowa)
- Węgierska Partia Socjalistyczna (Magyar Szocialista Párt, MSzP, centrolewicowa)
- Partia Lepszej Prawicy Węgier (Jobbik, prawicowa)
- Polityka Może Być Inna (Lehet más a politika! ), LMP, liberalno-lewicowa)
- Węgierska Partia Psa o Dwóch Ogonach (Magyar Kétfarkú Kutya Párt ,  MKKP , satyra)
- Partia Szacunku i Wolności  (Tisztelet és Szabadság Párt TISZA, centroprawica)

## Prezydent
Prezydent Węgier uznawany jest za najsłabszego, pod względem uprawnień i kompetencji, prezydenta w krajach Europy Środkowej. Wybierany jest przez Zgromadzenie na 5 lat, dopuszczalna jest jedna reelekcja. Kandydat na prezydenta musi mieć minimum 35 lat. W miarę potrzeby odbywają się 3 tury głosowania, w pierwszej turze zostaje wybrany ten, kto uzyskał 2/3 głosów. Cała procedura musi odbyć się w ciągu trzech dni.
Prezydent jest głową państwa, wyraża jedność narodu i stoi na straży demokratycznego funkcjonowania państwa. Jest również naczelnym dowódcą sił zbrojnych.
Prezydent nie ponosi odpowiedzialności politycznej. Jeżeli w trakcie pełnienia kadencji naruszy konstytucję lub inną ustawę, wtedy minimum 1/5 deputowanych może wystąpić z wnioskiem o pociągnięcie go do odpowiedzialności. Do tego wymagane jest 2/3 głosów deputowanych. Osądzenie tego czynu należy do Trybunału Konstytucyjnego.
W razie niemożności pełnienia funkcji przez prezydenta, zastępuje go przewodniczący Zgromadzenia Narodowego.
Wszystkie akty prawne wydawane przez prezydenta wymagają kontrasygnaty (podpisu) premiera lub właściwego ministra. Wyjątkiem tutaj są te akty, które wydaje reprezentując kraj na zewnątrz, zarządza wybory, za pomocą których bierze udział w obradach izby, są wykorzystaniem inicjatywy ustawodawczej lub zarządzeniem referendum.

## Rząd
Składa się z ministrów i premiera. W konstytucji nie ma zapisu o stanowisku wicepremiera, ale premier wskazuje swojego zastępcę. Premiera wybiera na wniosek prezydenta Zgromadzenie Narodowe większością głosów swoich członków. Natomiast ministrów powołuje prezydent na wniosek premiera.
Zadaniem rządu jest ochrona ustroju konstytucyjnego państwa, ochrona i zapewnianie praw obywatelskich, jak również wykonywanie ustaw, kierowanie pracą ministerstw i innych organów podległych mu bezpośrednio i koordynacja ich działalności.
Rząd odpowiada za swoją działalność przez parlamentem. Wotum nieufności jest konstruktywne – parlamentarzyści w liczbie minimum 1/5 składu izby zgłaszają wniosek wraz z kandydaturą nowego premiera. Większość zwykła jest wymagana dla przejścia wniosku.

## Trybunał Konstytucyjny
Organ, którego zadaniem jest kontrola zgodności przepisów prawnych z konstytucją, w przypadku stwierdzenia niezgodności, taki akt prawny uchyla. Z inicjatywą wszczęcia postępowania (skargą konstytucyjną) może wystąpić każdy.
Uchwały Trybunału są bezwzględnie wiążące i nie można się od nich odwołać. Sprawy dotyczące uchwał Zgromadzenia Narodowego rozpatrywane są na posiedzeniach plenarnych, natomiast sprawy dotyczące dekretów rządowych oraz statutów niższego stopnia rozpatrywane są w izbach złożonych z trzech sędziów.
Trybunał Konstytucyjny składa się z 15 sędziów, wybieranych przez Zgromadzenie Narodowe. Kandydatów wysuwa Komisja Izby, złożona z przedstawicieli wszystkich frakcji parlamentarnych (po jednym z każdej). Do wyboru członków Trybunału wymagana jest liczba 2/3 deputowanych. Kadencja sędziego trwa 12 lat.